# Ana (powieść)
Ana – hiszpański thriller prawniczy autorstwa Roberto Santiago z 2017. Powieść została wydana nakładem wydawnictwa Planeta. Polskim tłumaczeniem zajęli się Joanna i Grzegorz Ostrowscy. Polska premiera pozycji miała miejsce 8 października 2018, a książka ukazała się nakładem Wydawnictwa Muza. Ana jest pierwszą powieścią dla dorosłych tego autora. Opowiada o prawniczce, Anie, której brat zostaje oskarżony o morderstwo. Mimo że kobieta od pięciu lat nie zajmuje się tego typu sprawami postanawia bronić członka rodziny.

## Fabuła
Ana jest uzależniona od leków i alkoholu. Dawniej była wybitną prawniczką, jednak od pięciu lat zajmuje się tylko drobnymi sprawami. Gdy budzi się z łóżku młodego, nieznajomego mężczyzny z którym najprawdopodobniej odbyła upojną noc odbiera telefon od swojego brata. Okazuje się, że jest on oskarżony o morderstwo. Ana, mimo że nie utrzymywała z nim kontaktu od lat, postanawia go bronić. Prędko dowiaduje się o uzależnieniu brata od hazardu. Gdy poprzedniej nocy jego gra nie poszła tak, jakby tego sobie życzył poszedł do pomieszczenia biurowego z osobą zarządzającą kasynem, po czym zabił ją, co zostało nagrane na taśmie. Alejandro od razu przyznaje się do winy. Prędko wychodzi też na jaw, że młodszy o trzy lata brat Any ma dwudziestodwuletnią żonę pochodzącą z Polski, Helenę Kowalczyk, oraz dwuletniego synka. 
Nim Alejandro zostaje dowieziony do aresztu popełnia samobójstwo. Jego żona zostaje obarczona blisko milionowym długiem. Ana, aby pomóc swojej bratowej, rozpoczyna batalie z największym hazardowym koncernem w Hiszpanii. Próbuje udowodnić, że jej brat był zmuszany do gry przez zarządzających kasynem.

## Odbiór w Polsce
Książka była promowana hasłem Zarwij noc z Aną. Na portalu Lubimy Czytać w grudniu, dwa miesiące po polskiej premierze, zdobyła średnią głosów 8,03/10 przy 95 ocenach oraz 57 opiniach.